# Hohenkammer
Hohenkammer là một đô thị thuộc huyện Freising trong bang Bayern nước Đức. Đô thị Hohenkammer có diện tích 25,74 km², dân số thời điểm 31 tháng 12 năm 2006 là 2376 người.
Đây là quê hương của Jonathan J. Phillipson.